# Ga Galsan
Ga Galsan là ga tàu điện ngầm trên Tuyến 1 của Tàu điện ngầm Incheon.

## Bố trí ga
| Jakjeon ↑               |
| \| N/B                  |
| ↓ Văn phòng Bupyeong-gu |

| Hướng Bắc | ← ● Incheon tuyến 1 Hướng đi Gyeyang                             |
| Hướng Nam | → ● Incheon tuyến 1 Hướng đi Công viên lễ hội ánh trăng Songdo → |

## Vùng lân cận
- Lối thoát 1: Trạm cứu hoả Bupyeong, E-Mart
- Lối thoát 2: Khách sạn Bupyeong Gwangwang
- Lối thoát 3: Daewoo Motors
- Lối thoát 4: Woolim Lions Valley